# ضياء الدين سردار
 ضياء الدين سردار  (بالإنجليزية: Ziauddin Sardar) (ولد في 31 أكتوبر 1951) كاتب صحفي وناقد ثقافي وعالم بريطاني من أصل باكستاني مقيم بلندن، متخصص في مستقبل الإسلام والعلم والعلاقات الثقافية. إختارته مجلة بروسبكت بوصفه واحد من أشهر 100 مثقف في بريطانيا، كما كتبت عنه صحيفة الإندبندنت مقال بعنوان «بريطانيا لديها علاّمة مسلم». 

## لمحة عن سيرته الذاتية
وُلد ضياء الدين في بلدة ديبالبور، بولاية بنجاب في باكستان، لكنه نشأ وتلقى تعليمه في بريطانيا. درس سردار الفيزياء ثم علم المعلومات في جامعة سيتي لندن. عاد سردار، بعد قضائه خمس سنوات في جامعة الملك عبد العزيز في مدينة جدة السعودية –حيث امتلك سلطة رائدة في مجال الحج إلى مدينة مكة، للعمل كمراسل لمجلتي نيتشر ونيو ساينتست العلميتين في الشرق الأوسط. انضم سردراد، في عام 1982، إلى فريق عمل لندن ويكيند تيليفيجين كمراسل، وساعد في إطلاق البرنامج الآسيوي أيسترن آي. في أوائل ثمانينيات القرن العشرين، كان سردار أحد مؤسسي مجلة إنكوري للأفكار والمبادرات التي تستهدف الدول الإسلامية بشكل أساسي. لعبت المجلة دورًا رئيسيًا في تعزيز الفكر الإصلاحي في الإسلام. أسّس ضياء الدين سردار، أثناء عمله كمحرر في مجلة إنكويري، مركز الدراسات والأبحاث المستقبلية في جامعة إيست وست في شيكاغو.
انتقل سردار في أواخر ثمانينيات القرن العشرين إلى مدينة كوالالمبور الماليزية، وعمل فيها كمستشار لأنور إبراهيم، نائب رئيس وزراء ماليزيا السابق، والذي أصبح الآن زعيمًا للمعارضة في البلاد. عاد سردار في أواخر تسعينيات القرن العشرين إلى لندن، حيث عمل كأستاذ زائر في العلوم في جامعة ملدسكس، وكتب لمجلة نيوستيتسمان السياسية والثقافية البريطانية، وأصبح بعد فترة من الزمن كاتب عمود فيها. في عام 1999، عُين سردار كرئيس تحرير لصحيفة فيوتشرز الشهرية المتخصصة بالسياسة والتخطيط وعلم المستقبل، وانخرط أيضًا في العمل مع مجلة ثيرد تيكست المرموقة والمتخصصة في مجالات الفنون والثقافة المرئية، وعمل فيها كمحرر مشارك حتى عام 2005. انتقل سردار في عام 1999 إلى جامعة سيتي لندن ودرّس فيها بصفته أستاذًا زائرًا في دراسات ما بعد الاستعمار. عمل سردار في الفترة ما بين عام 2001 و 2013 كأستاذٍ في القانون والمجتمع في كلية الحقوق في جامعة ميدلسكس.
أعدّ سردار، بعد مغادرته لفريق عمل برنامج لندن ويكيند تيليفيجين، وقدّم عددًا من البرامج للبي بي سي وللقناة الرابعة البريطانية. صور ضياء الدين سردار وقدم برنامج مقابلات مع الإسلام لهيئة الإذاعة البريطانية (بي بي سي) في عام 1983، وبعد عامين من ذلك، بُثت سلسلة مقابلاته الثلاث عشرة بعنوان «وجوه الإسلام» على قناة تي في 3 التلفزيونية الماليزية وعلى عدة قنوات آسيوية أخرى. في عام 1990، أعدّ سردار وقدم برنامجًا حول العلوم الإسلامية لإذاعة بي بي سي، وبُث برنامجه محادثات إسلامية ذو الستة أجزاء على القناة الرابعة البريطانية في بداية عام 1995. أعد سردار وقدم فيلم «معركة من أجل الإسلام» ذو التسعين دقيقة، والذي نال استحسانًا كبيرًا وعُرض على قناة بي بي سي 2 في عام 2005. ألحق سردار عمله هذا بوثائقي من خمسين دقيقة يتحدث عن باكستان، حمل عنوان «بين الملالي والعسكر»، وذلك لصالح سلسلة برامج ديسباتشيز التابعة للقتاة الرابعة البريطانية. مؤخرًا، كتب سردار فيلمًا وثائقيًا من ثلاثة أجزاء ومدته ساعة واحدة، بعنوان حياة محمد، لصالح محطة بي بي سي 2 التلفزيونية، وعُرض في شهر يوليو من عام 2011. ظهر سردار في العديد من البرامج التلفزيونية بما في ذلك ذا أندرو مار شو، وهارد توك، وكان عضوًا أصيلًا في فقرة فرايدي بانيل ضمن برنامج وورد نيوز تونايت الإخباري الذي يُعرض على تلفزيون سكاي نيوز، خلال عامي 2006 و2007. ظهر سردار في العديد من المناقشات الفلسفية التي صُورت في معهد الفنون والأفكار.
كان سردار واحدًا من أوائل أعضاء لجنة المساواة وحقوق الإنسان في المملكة المتحدة (من شهر مارس 2005 وحتى شهر ديسمبر من عام 2008) وعمل خلال عامي 2009 و 2010 كعضوٍ في المنتدى المؤقت للأمن القومي في رئاسة الحكومة في لندن. نُشرت مقالات سردار الصحافية ومراجعاته في صحف الغارديان وذي إندبندنت وذا تايمز وفي مجلة المملكة المتحدة الأسبوعية وجريدة نيو ستيتسمان، وفي صحيفة نيو إنترناشيناليست الشهرية. تضمن عمل سردار عبر الإنترنت مشروعًا مدته عام واحد لصحيفة الغارديان البريطانية، بعنوان «تدوين القرآن» نُشر عام 2008.
في عام 2009 أعاد سردار إطلاق معهد المسلم المغلق كجمعية علمية تدعم وتعزز الفكر والمعرفة والبحث والإبداع والنقاش المفتوح، وأصبح رئيسًا لاتحاده. وضع سردار في عام 2011 خططًا لمجلة كريتيكال مسلم (مسلم نقدي) الفصلية وأطلقها، وهي مجلة رائدة في التفكير الحر تسعى لتغيير نظرة الناس إلى الإسلام والثقافة الإسلامية، وكانت تُنشر بالتعاون بين معهد المسلم ودار نشر هيرست أند كو.
في عام 2014، أعاد سردار إطلاق مركز الدراسات والأبحاث المستقبلية في جامعة إيست وست في شيكاغو، باسم «مركز التخطيط غير القياسي والدراسات المستقبلية»، والذي يركز بصورة أكثر حدّة على عمله الأخير على الأوقات غير القياسية. أجرت شركة «ناشونال لايف ستوريز (قصص وطنية عن الحياة)» مقابلة شفهية مع ضياء الدين سردار في عام 2016. أَضيفت هذه المقابلة فيما بعد إلى مجموعة العلوم والدين المحفوطة في المكتبة البريطانية.

## الحياة والفكرة
عاش سردار حياة عالم مغامر، وسافر على نطاق واسع في جميع أنحاء العالم. عاش بين عامي 1974 و1979 في مدينة جدة، المملكة العربية السعودية، حيث عمل في مركز أبحاث الحج في جامعة الملك عبد العزيز. سافر خلال هذه الفترة إلى جميع أنحاء العالم الإسلامي لإجراء البحوث اللازمة لإنجاز أول كتبه، العلم والتكنولوجيا والتطوير في العالم الإسلامي، (الصادر عام 1977 عن دار نشر كروم هيلم). عمل سردار في أوائل الثمانينيات من القرن العشرين في تحرير المجلة الإسلامية الرائدة، «إنكويري»، قبل إنشاء مركز الدراسات والأبحاث المستقبلية في جامعة الشرق والغرب في شيكاغو. عاش سرداد خلال التسعينيات من القرن العشرين في مدينة كوالالمبور، حيث عمل كمستشارٍ لأنور إبراهيم، نائب رئيس مجلس الوزراء السابق، وزعيم المعارضة الماليزية حاليًا. كما عاش في شيكاغو وفي لاهاي، وعاش أيضًا لفترات قصيرة في القاهرة وفي فاس.
يصف سردار نفسه بأنه «موسوعي نقدي». يتسم أسلوبه بالقوة، خصوصًا في مواضيع التنوع والتعددية ووجهات النظر المخالفة. يقترح الصحفي العلمي إحسان مسعود بأن سردار «يهذب بتأنٍّ غموضًا محسوبًا بعناية، ويسلط الضوء على العديد من المواضيع في وقت واحد، دون أن يذكر موضوعًا واحدًا بمعزل عن البقية». يشير عالم المستقبل توني ستيفنسون إلى أنّ «عدوانيته الفكرية» تخفي «إنسانية صادقة وعميقة»: «في حين أنّ تحليله الثقافي حادّ جراحيًا، لكنه خالٍ إلى حد كبير من الصحة النظرية للفكر الأكاديمي»، «على الرغم من اعتماده على عمق الفكر الأكاديمي»، لكنه «يبقى دائمًا منفتحًا».
المبدأ الأساسي الذي يعتمد عليه فكر ضياء الدين سردار هو: «يوجد أكثر من طريق واحد لتكون إنسانًا». فقد قال: «أنا لا أعتبر «الإنسان» لا «الـ» ولا «بديهية مفروضة»». «الطريقة الغربية لتكون إنسانًا هي واحدة من بين العديد من الطرق، وبالمثل، فإن الطريقة الإسلامية لتكون إنسانًا، هي واحدة منها، وكذلك فطريقة السكان الأصليين لأستراليا لتكون إنسانًا هي إحدى الطرق الأخرى لذلك. أرى في كل ثقافة كونًا متكاملًا له طريقته الخاصة في المعرفة والوجود والفعل -وبالتالي، طريقته الخاصة في أن يكون الإنسان إنسانًا». والنتيجة المباشرة لذلك، هي أنّ هناك العديد من الطرق لتحصيل المعرفة. السؤال الذي لطالما طرحة سردار هو: كيف تعرف؟ تعتمد إجابة هذا السؤال إلى حد كبير على من تكون أنت: «كيف تنظر إلى العالم، وكيف تصوغ استفساراتك، وما هي الفترة التي تشكلت فيها وجهات نظرك والثقافة التي أثرت على ذلك، إضافة إلى القيم التي تحدد لك إطار تفكيرك».